# Бёркс, Офелия
Офелия Бёркс (англ. Ophelia Burks; 25 октября 1903 — 27 сентября 2018) — американская долгожительница, чей возраст подтверждён Группой геронтологических исследований (GRG). На момент смерти она была самым старым живым человеком в США. Она также входила в топ 70 старейших людей в мире. Умерла в возрасте 114 лет и 337 дней.

## Биография
Офелия Бёркс родилась 25 октября 1903 года в Хотоне, округ Божер, Луизиана, США. Её отца звали Фрэнк Уильямс, а мать Мэри Энн Хартман. У нее было восемь сестер и три брата.
Офелия Беркс не смогла окончить школу, поскольку её семья не имела достаточных средств.
С 11 лет она часто ходила в церковь. Офелия вышла замуж за фермера Принца Беркса; у пары было пять детей. Супруг умер в 1989 году, в возрасте 94 лет.
9 мая 2018 года, после смерти Делфин Гибсон, Бёркс стала самым старым подтверждённым живым человеком в США. Также она была последним известным живым человеком в США, родившимся в 1903 году.
Офелия Бёркс умерла в родном городе 27 сентября 2018 года, не дожив 28 дней до своего 115-летия.